# Michail Anatol'evič Vil'ev
Michail Anatol'evič Vil'ev (in russo Михаил Анатольевич Вильев?; 1º settembre 1893 – San Pietroburgo, 1º dicembre 1919) è stato un astronomo russo.
Nonostante sia morto a soli 26 anni di influenza spagnola è riuscito a crearsi una notevole reputazione nell'astronomia teorica e nella storia dell'astronomia divenendo un'autorità nel campo della meccanica celeste. Ha lavorato presso l'osservatorio di Pulkovo dal 1916 al 1919.
Gli è stato dedicato l'asteroide 2553 Viljev e il cratere Vil'ev, di 46 km di diametro, sulla Luna.